# Adriana Cardoso de Castro
Adriana Cardoso de Castro (* 29. Oktober 1990 in Fortaleza) ist eine brasilianische Handballspielerin.

## Karriere
Adriana Cardoso de Castro begann mit zehn Jahren das Handballspielen. In Brasilien lief sie für Unimed Maringá, UnC Concordia und UCS Caxias do Sul auf. Im Sommer 2011 absolvierte die Außenspielerin ein Probetraining beim dänischen Erstligisten Randers HK und unterschrieb daraufhin einen Einjahresvertrag. Nachdem die Linkshänderin 2012 mit Randers die dänische Meisterschaft gewonnen hatte, schloss sie sich dem spanischen Erstligisten Balonmano Bera Bera an. Mit Bera Bera gewann sie 2013 sowie 2014 die nationale Meisterschaft. In der Saison 2014/15 stand sie beim deutschen Bundesligisten SVG Celle unter Vertrag. Anschließend wechselte sie zur HSG Blomberg-Lippe. Im Sommer 2017 kehrte sie zu Balonmano Bera Bera zurück. 2018 und 2020 gewann sie mit Bera Bera die spanische Meisterschaft. Im November 2021 schloss sie sich dem französischen Erstligisten Metz Handball an. Mit Metz gewann sie 2022 die französische Meisterschaft sowie den französischen Pokal. Im Sommer 2022 wechselte sie zum montenegrinischen Erstligisten ŽRK Budućnost Podgorica. Mit Budućnost gewann sie 2023 und 2024 sowohl die montenegrinische Meisterschaft als auch den montenegrinischen Pokal. Seit der Saison 2024/25 steht sie beim französischen Erstligisten Toulon Saint-Cyr Var Handball unter Vertrag.
Adriana Cardoso de Castro bestritt bislang 85 Länderspiele für die brasilianische Nationalmannschaft. Mit der brasilianischen Auswahl nahm sie an den Olympischen Spielen in Tokio und an den Olympischen Spielen in Paris teil. Mit Brasilien gewann sie die Goldmedaille bei den Panamerikanischen Spielen 2023.